# Клопфер, Герхард
Герхард Клопфер (нем. Gerhard Klopfer; 18 февраля 1905 года, Шрейберсдорф, близ Лаубана, Силезия, Германская империя — 29 января 1987 года, Ульм, Баден-Вюртемберг, ФРГ) — партийный функционер НСДАП, статс-секретарь Имперской канцелярии (1942—1945) и статс-секретарь Партийной канцелярии (1944—1945), бефельсляйтер НСДАП (1944), группенфюрер СС (9 ноября 1944 года), доктор юридических наук (1927).

## Биография
Сын крестьянина. После получения в 1923 году аттестата зрелости и службы в армии, изучал юриспруденцию и экономику в Йене, Бреслау и Берлине и в 1927 году получил учёную степень доктора юридических наук. Затем некоторое время работал адвокатом, а 1931 года – судьёй первой инстанции в Дюссельдорфе.
В апреле 1933 года вступил в НСДАП (билет № 1 706 842) и СА, в 1935 году — в СС (билет № 272 227). В конце 1933 года назначен референтом Министерства сельского хозяйства Пруссии. В 1934 году переведён в Управление государственной тайной полиции. С 10 июля 1934 года — регирунгсрат (правительственный советник). В апреле 1935 года перешёл в Штаб заместителя фюрера Рудольфа Гесса, гауптштелленляйтер НСДАП и оберрегирунгсрат (старший правительственный советник). C 18 июля 1935 года — шарфюрер СС, а с 15 сентября 1935 года — унтерштурмфюрер СС. С 1938 года — министериальрат, курировал вопросы конфискации собственности евреев. С 1939 года — министериальдиригент. С 20 апреля 1939 года — штандартенфюрер СС. Одновременно был членом Национал-социалистической Академии германского права, где работал в комитете полицейского права.
С 1941 года — начальник 3-го (государственно-правового) управления Партийной канцелярии; имел ранг министериальдиректора. С 20 апреля 1941 года — оберфюрер СС. Курировал в том числе расовые и национальные вопросы, экономическую политику, связь с Главным управлением имперской безопасности (РСХА), вопросы оккупационной политики. 20 января 1942 года представлял Партийную канцелярию на Ванзейской конференции, на которой обсуждались меры по «окончательному решению» еврейского вопроса.
21 ноября 1942 года назначен Гитлером статс-секретарём Имперской канцелярии с целью представлять интересы Партийной канцелярии и прежде всего её руководителя Мартина Бормана. 30 января 1943 года получил чин бригадефюрера СС.
В 1944—1945 годах — статс-секретарь Партийной канцелярии, занимался вопросами текущей работы, тем более что его начальник Мартин Борман практически постоянно находился при в ставке Гитлера.
9 ноября 1944 года получил звание группенфюрера СС. В системе СС, в отличие от других почётных командиров СС из числа партийных функционеров и государственных чиновников, приписанных к Личному штабу рейхсфюрера СС, числился в личном составе РСХА.
В апреле 1945 года бежал из Берлина и скрылся, но 1 марта 1946 года был задержан в Мюнхене с фальшивыми документами, опознан и интернирован. Выступил в качестве свидетеля на процессе Американского военного трибунала по делу Вильгельмштрассе. Утверждал, что не может вспомнить детали Ванзейской конференции, однако всегда исходил из того, что евреи подлежали только «переселению». Заявлял, что в 1935 году был откомандирован на работу в Партийную канцелярию вопреки его воле.
После освобождения из лагеря для интернированных лиц на суде по денацификации в 1949 году в Нюрнберге был признан «уличённым в незначительной степени». Тогда его приговорили к денежному штрафу и трёхлетнему испытательному сроку, во время которого он не мог заниматься профессиональной деятельностью. С 1952 года работал помощником по налоговым вопросам, а с 1956 года — адвокатом. До своей смерти в 1987 году проживал в Ульме.

## В популярной культуре
В немецком телефильме «Ванзейская конференция» (1984) и британской кинокартине «Заговор» (2021) выведен как активный сторонник «окончательного решения», отвергающий и высмеивающий любые компромиссы, предлагаемые Штуккартом; при этом его внешний образ имеет мало общего с реальной внешностью.